# Группа армий «Х»
Группа армий «Х» (нем. Heeresgruppe H) — одна из групп армий Германии во время Второй мировой войны.

## История группы армий «Х»
Группа армий «Х» сформирована 11 ноября 1944 года в Голландии на базе штаба армейской группы «Клеффель» (нем. Armeeabteilung Kleffel) и части армейской группы «Сербия» (нем. Armeeabteilung Serbien). Группа армий вела оборонительные бои в Голландии и Северно-Западной Германии. 7 апреля 1945 года переименована в главнокомандование Северного Запада (нем. Oberbefehlshaber Nordwest). Капитулировала перед американскими войсками 4 мая 1945 года.

## Состав группы армий «Х»
В декабре 1944:
- 1-я парашютная армия
- 15-я полевая армия

В январе 1945:
- 1-я парашютная армия
- 25-я полевая армия

## Командующие группы армий «Х»
- генерал-полковник Курт Штудент (нем. Kurt Student) — с 11 ноября 1944 года по 28 января 1945 года
- генерал-полковник Йоханес Бласковиц (нем. Johannes Blaskowitz) — с 28 января по 7 апреля 1945 года
- генерал-фельдмаршал Эрнст Буш (нем. Ernst Busch) — с 7 апреля по 4 мая 1945 года